# Даниленко В'ячеслав Васильович
В'ячеслав Васильович Даниленко (нар. 10 січня 1935, м. Кіров Калузької області, РФ) — російський та український матеріалознавець. Доктор технічних наук (1989).

## Життєпис
Закінчив Московський авіаційний інститут (1958).
Відтоді працював у ВНДІ приладобудування (м. Челябінськ, РФ): 1986—1988 — провідний науковий співробітник, 1988—1997 — у Інституті проблем матеріалознавства НАНУ (Київ): 1988—1997 — завідувач відділу фізики та технологій вибухового синтезу.
Від 1997 — у Москві.

## Наукова робота
Напрям наукових досліджень — розроблення технологій синтезу високоміц. та надтвердих матеріалів методом вибуху. Переважна більшість робіт закритого характеру.
Під час радянської епохи працював на атомній установці НДІ-1011, яка розташована в закритому місті Челябінськ-70. Досліджував мініатюризацію вибуху, що призвели до відкриттів наноалмазу.
У 2011 році «Вашингтон пост» опублікувала статтю, в якій стверджувалося, що він передавав досвід у розробці ядерних детонаторів для Ірану в їх Центрі фізичних досліджень у період з 1996 по 2002 роки і послався на доповідь, опублікований міжнародним Агентством з атомної енергії.
Праці:
- Влияние неидеальности детонации зарядов В. В. на энергию метаемых пластин // Физика горения взрыва. 1987. № 1(46) (співавт.);
- Синтез алмаза и плотных модификаций нитрида бора динамическими методами // Взрыв, удар. защита. Новосибирск, 1987. Вып. 17 (співавт.).